# Edílson (ur. 1941)
Edílson, właśc. Edílson Rodrigues Vieira (ur. 31 lipca 1941 w Rio de Janeiro, zm. 18 marca 2024 tamże) – piłkarz brazylijski grający na pozycji lewego obrońcy.

## Kariera klubowa
Karierę piłkarską rozpoczął w CR Vasco da Gama w 1959 roku. W latach 1961–1965 występował w Portuguesie São Paulo, a w 1965–1969 w São Paulo FC.

## Kariera reprezentacyjna
Jedyny raz w reprezentacji Brazylii wystąpił 22 listopada 1965 w wygranym 5-3 towarzyskim meczu z reprezentacją Węgier.
W 1959 roku uczestniczył w Igrzyskach Panamerykańskich, na których Brazylia zajęła drugie miejsce. Edílson na turnieju w Chicago wystąpił we wszystkich sześciu meczach z Kostaryką, Kubą, Stanami Zjednoczonymi, Haiti, Meksykiem i Argentyną.